# Echedoros
Echedoros (in greco Εχέδωρος?) è un ex comune della Grecia nella periferia della Macedonia Centrale di 23.924 abitanti secondo i dati del censimento 2001.
È stato soppresso a seguito della riforma amministrativa, detta Programma Callicrate, in vigore dal gennaio 2011 ed è ora compreso nel comune di Delta.